# Лукашенко, Николай Александрович
Никола́й Алекса́ндрович Лукаше́нко (бел. Мікала́й Алякса́ндравіч Лукашэ́нка; род. 31 августа 2004, Минск, Беларусь) — младший сын президента Республики Беларусь Александра Лукашенко. Регулярно появляется вместе с отцом на официальных мероприятиях.

## Биография

### Родители
Николай Лукашенко родился 31 августа 2004 года вне брака. Отец Николая — президент Республики Беларусь Александр Лукашенко. С 1975 года Александр состоит в браке с Галиной Лукашенко (Желнерович), но фактически не живёт с ней с момента избрания президентом в 1994 году. Кто является матерью Николая Лукашенко, доподлинно неизвестно. В интервью «Комсомольской правде» Александр Лукашенко, не назвав имя матери Николая, сообщил, что она работает врачом. По основной версии, проходящей в СМИ, матерью Николая является Ирина Абельская, бывший личный врач А. Лукашенко, доктор медицинских наук, главный врач Республиканского медицинского центра Управления делами президента Республики Беларусь в 2001—2007 годах, а затем вновь с ноября 2009 года. Её мать Людмила Постоялко была министром здравоохранения Белоруссии в 2002—2006 годах.

### Публичность

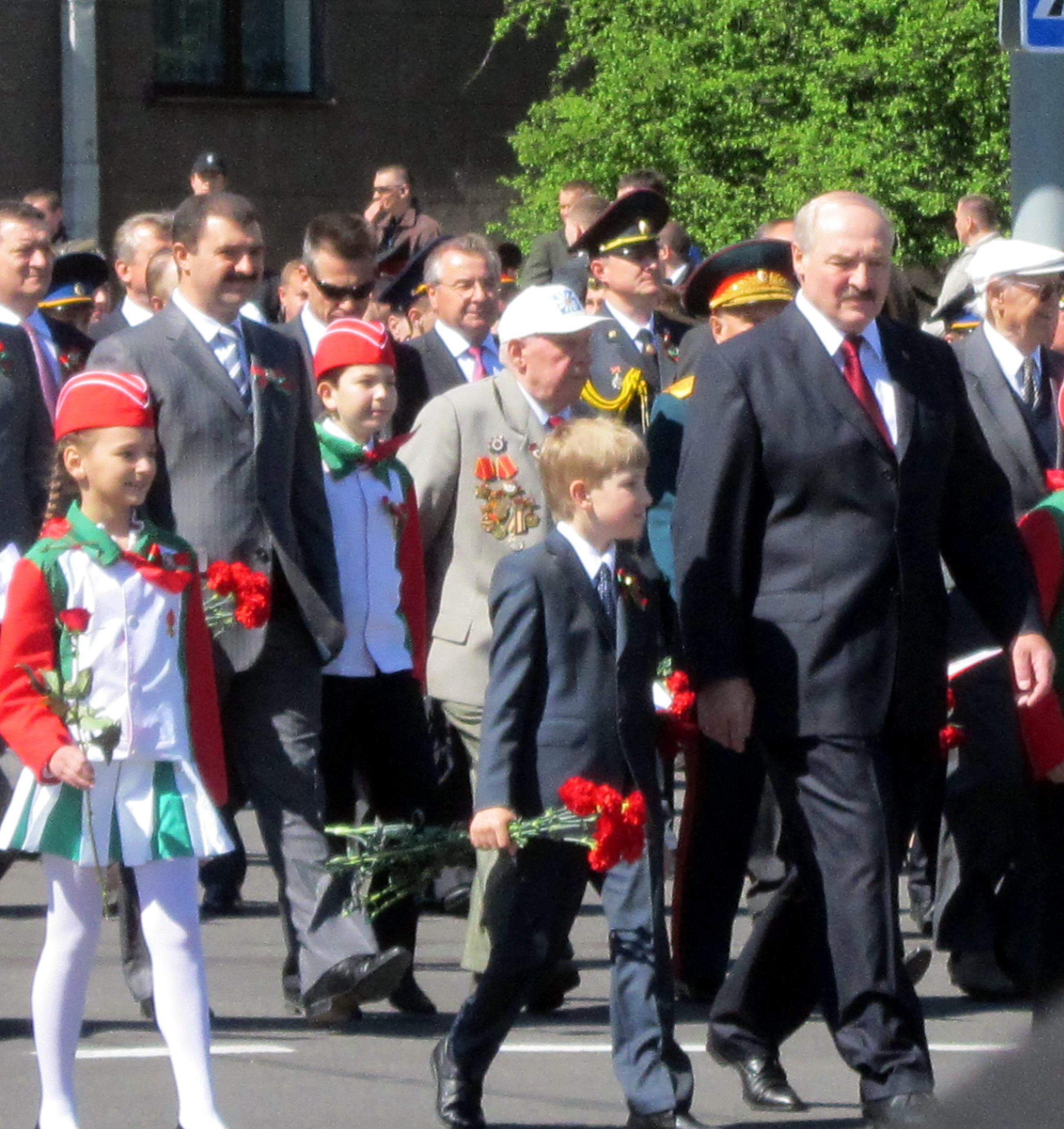
С отцом и братом Виктором на параде в Минске в 2012 году

Первое появление Николая Лукашенко на публичном мероприятии состоялось в апреле 2008 года — мальчик, которому на тот момент было три года семь месяцев, вместе с отцом принял участие в республиканском субботнике на стройплощадке «Минск-Арены». На тот момент не указывалось, что это за ребёнок был вместе с президентом, но вскоре в одном из интервью Александр Лукашенко признался, что это его третий сын.
Александр Лукашенко начал появляться с мальчиком на публике после консультаций с известным британским пиарщиком Тимоти Беллом, начавшихся в марте 2008 года. Тот сообщил президенту, что семейный человек вызовет у граждан больше доверия и дал совет сделать образ белорусского «батьки» образом белорусского «папы», доброго и заботливого.

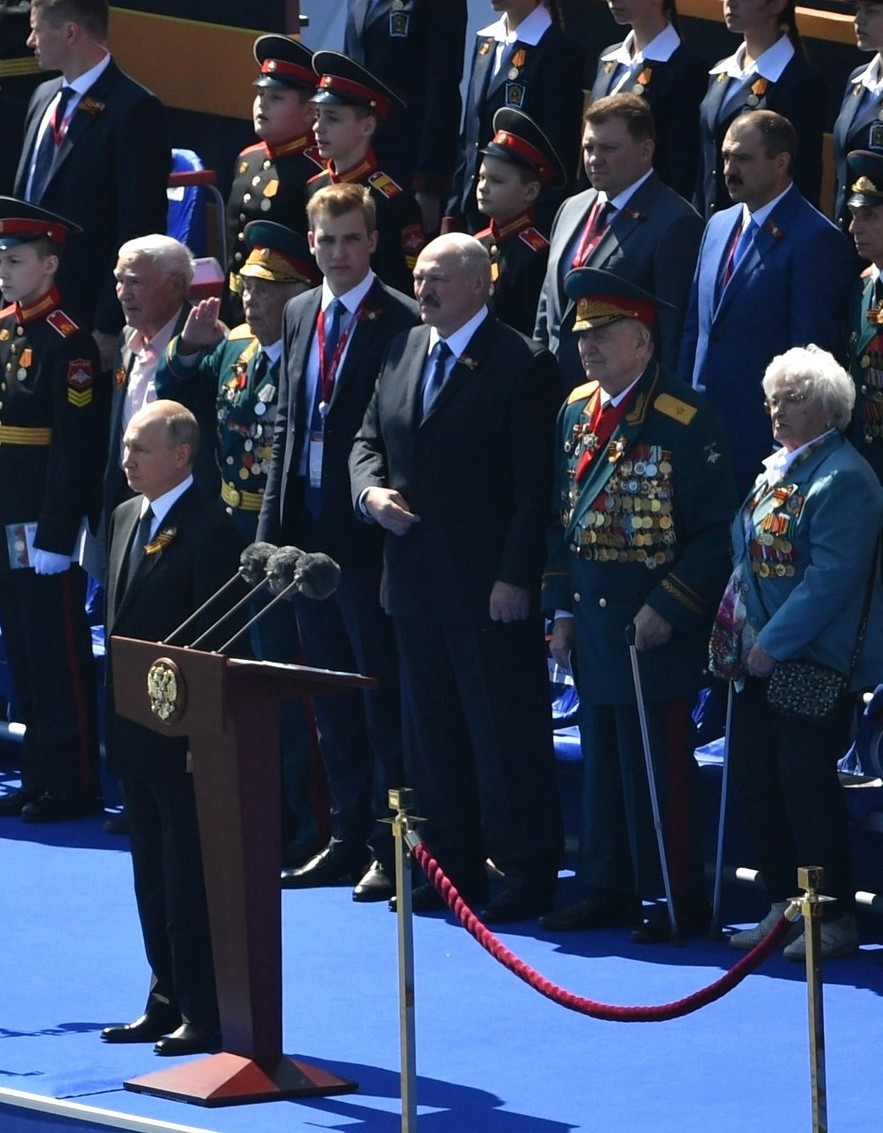
С отцом и братьями Виктором и Дмитрием на военном параде на Красной площади в Москве 24 июня 2020 года

В дальнейшем Николай Лукашенко регулярно появляется с отцом на публичных мероприятиях: участвовал в военных учениях и парадах, сопровождал отца в поездках по стране и даже приехал на место террористического акта в Минском метрополитене; ездил в заграничные поездки и принимал участие на встречах отца с главами государств, в частности с Владимиром Путиным, Дмитрием Медведевым, Бараком Обамой, Си Цзиньпином, Уго Чавесом, Нурсултаном Назарбаевым, Виктором Ющенко, Александром Турчиновым, Ильхамом Алиевым, папами римскими Бенедиктом XVI и Франциском и многими другими политическими деятелями.
В 2011 году Николай Лукашенко пошёл в первый класс Острошицко-Городокской средней школы. Вместе с тем, несмотря на обязанность посещать школьные занятия, продолжал сопровождать отца на различных публичных мероприятиях, в том числе и в зарубежных поездках.
В возрасте 10 лет участвовал в заседании Генеральной ассамблеи ООН. В июне 2020 года вместе с отцом присутствовал на военном параде Победы в Москве.
В конце июля 2020 года Николай переболел COVID-19, одновременно с отцом и их доктором, у него была повышенная температура трое суток. В январе 2021 года заявил, что не планирует вакцинироваться вовсе.

### Нарушения прав человека
В день митинга 23 августа 2020 года Николай с автоматом АКС-74У в руках и в полной экипировке бойца спецназа включая бронежилет сопровождал отца в ситуационном зале во Дворце Независимости и около него. На видео, снятом при подлёте вертолёта к оцепленному Дворцу независимости после окончания шествия, Александр Лукашенко просит подлететь ближе к проспекту Победителей, на котором находится резиденция, и говорит: «Как крысы разбежались». Голос Николая за кадром спрашивает: «Ну где они?», на что Александр Лукашенко отвечает: «Убежали. Они узнали, что ты будешь там». Ролики быстро разошлись в социальных сетях, пользователи обвинили Лукашенко в сумасшествии, возвращении в 1990-е годы, а также стали недоумевать, почему он взял 15-летнего сына с собой.
10 октября 2020 года присутствовал на встрече своего отца с белорусскими политзаключёнными в СИЗО КГБ.
В августе 2024 года Николай Лукашенко был включён в санкционный список Канады.

### Образование
В июне 2020 года поступил в 10-й класс Лицея Белорусского государственного университета по профилю «Биология», там же учился его старший брат и поступили Дарья и Анастасия — внучки Александра Лукашенко, дочери его сына Дмитрия.
В августе 2020 года, после начала протестов в стране, сообщалось, что Николай Лукашенко забрал документы из Лицея БГУ для того, чтобы продолжить обучение в одной из школ в Москве — называлась закрытая частная школа «Президент» в элитном посёлке ParkVille Жуковка (Московская область) и университетская гимназия МГУ. Однако обе школы опровергли поступление к ним Николая.
В июне 2022 года окончил школу в Беларуси с золотой медалью. Достоверно не известно, из какого конкретно учебного заведения он выпустился. По данным Белорусского следственного центра, это частная гимназия в минском районе Дрозды, которую основала учреждённая Ириной Абельской фирма. По данным западных ресурсов, после окончания школы Николай Лукашенко обучается на отделении «Биотехнологии» биологического факультета Белорусского государственного университета, специально для него созданном. Однако по словам его отца, Николай учится в Белорусском государственном технологическом университете на факультете технологии органических веществ и проходит подготовку на военной кафедре этого университета.
В 2023 году опубликовал научную статью про лактоферрины млекопитающих и их использование для терапии коронавирусной инфекции.
В 2024 году был студентом по обмену в Пекинском университете.